# Áureo Vidal Ramos
Aureo Vidal Ramos (Lages, 31 de agosto de 1925 — Florianópolis, 23 de novembro de 2009) foi advogado, contador e político brasileiro.
Filho de Carlos Vidal Ramos e Elvira de Castro Ramos. Casou com Teresa Maria Furtado Ramos, sua prima, filha de Vidal Ramos Júnior e Emília Furtado Ramos.
Foi deputado à Assembleia Legislativa de Santa Catarina na 5ª legislatura (1963 — 1967) e na 6ª legislatura (1967 — 1971).
Foi prefeito de Lages, de 1969 a 1973.
Foi auditor e conselheiro do Tribunal de Contas de Santa Catarina.